# Marchantiopsis
Marchantiopsis là một chi rêu trong họ Marchantiaceae.